# Microcybe
Microcybe es un género con tres especies de plantas  perteneciente a la familia Rutaceae.

## Especies
- Microcybe albiflora
- Microcybe multiflora
- Microcybe pauciflora